# 豐平區
豐平区（日语：／ Toyohira ku */?）是位于札幌市東南部的一個區；1997年時，原轄區的東半部劃出另成立清田區。
轄區西側以豐平川與中央區鄉鄰，南側為南區，東側為清田區，北側以東北通與白石區接鄰。
名稱源自阿伊努語的「tuy-pira」或「tuye-pira」，意思是「塌陷的崖」，指的是豐平川的部份河岸地區。

## 歷史
1857年在當時幕府的指示下，建設連結錢箱（現在的小樽市錢函地區）連結千歲、勇拂的札幌越新道，並在現在的豐平3条1丁目付近設置了「通行屋」（供旅行者休憩、住宿的場所）。志村鐵一為當時負責通行屋事務的人，因此成為第一位居住於今天札幌市範圍的和人，被後人稱為「札幌開祖」。
1871年起開始有和人移民到此進行開墾，並先後設置了平岸村、月寒村和豐平村，這三村的主要街道都位於今天的豐平區之內。

### 年表
- 1857年：設置通行屋。
- 1871年：開始有和人進入開墾，並設置平岸村和月寒村。[3]
- 1872年：設置月寒村和平岸村。
- 1874年：設置豐平村。
- 1902年4月1日：豐平村、平岸村、月寒村合併為豐平村。
- 1908年6月1日：改制為豐平町。
- 1910年：豐平町的部分地區被併入札幌區（現在的札幌市）。
- 1961年5月1日：豐平町被併入札幌市。
- 1972年4月1日：札幌市成為政令指定都市，原豐平町的東半部設置為豐平區。
- 1997年11月4日：豐平區的東半部另劃分設置為清田區。